# Karen Strassman
Karen Strassman (Los Angeles, 05 de junho de 1966), é uma atriz e dubladora americana. Ela é fluente em francês e fez dublagens para  Air France, Euro-star, Disneyland Paris e tournes para The Louvre e o Musée d'Orsay. Ela também é uma treinadora de dialeto e uma vez até conseguiu alguns trabalhos com Lancôme publicidade onde ela tinha um sotaque britânico, mesmo "tendo britânicos real para o trabalho"."

## Trabalhos

### Videogames
- Dead or Alive Paradise - Helena Douglas[2]